# Adriana Varejão
Adriana Varejão (n. Río de Janeiro, 1964) es una artista plástica brasileña contemporánea. Trabaja entre otros con la pintura, escultura, instalaciones, y fotografía. Es una de las artistas contemporáneas líderes en Brasil

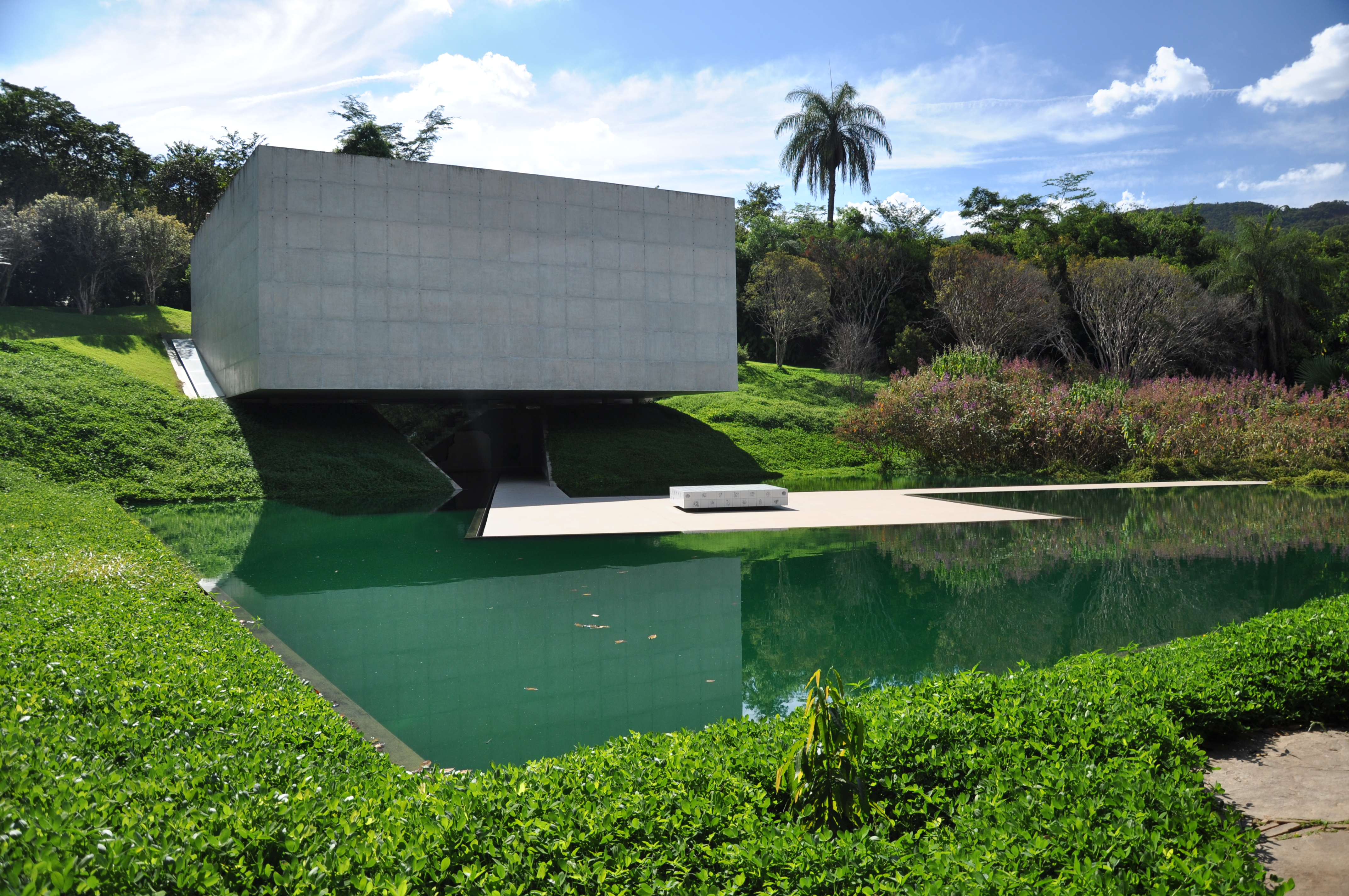
Adriana Varejão, Panacea Phantastica, 2003 – 2008, de Inhotim, Brasil

Participó de diversas exposiciones nacionales e internacionales, entre ellas, en la Bienal de São Paulo, Tate Modern en Londres y en el MoMa en Nueva York. 
Su obra tiene como base argumental al período colonial brasileño y se inspira en los botequines cariocas y en los baños públicos europeos.

## Biografía
Adriana Varejão vive y trabaja en Río de Janeiro, donde nació. Realizó su primera exposición individual en 1988 y en la misma época participó de una colectiva en el Stedelijk Museum, Ámsterdam. Participó de importantes Bienales como Venecia y la de São Paulo; y su obra ya fue mostrada en grandes instituciones internacionales como MOMA (NY), Fundación Cartier en París, Centro Cultural de Belém en Lisboa, y el "Museo Hara de Arte contemporáneo" en Tokio. Realizó una exhibición unitaria en el Lehmann Maupin, en 2011, 2009 2003, y 1999, en Nueva York.
En 2008, fue inaugurado un pabellón con obras suyas, en el Centro de Arte Contemporáneo Inhotim, en Minas Gerais. Adriana está presente en acervos de importantes instituciones, entre ellas el "Tate Modern" en Londres; Fundación Cartier, de París; Museo Stedelijk, de Ámsterdam; Museo Guggenheim de Nueva York; Museo de Arte Contemporáneo, de San Diego; y el "Museo al Aire libre Utsu-Kushi-Ga-Hara" (Museo Hara), de Tokio.
A través de las relecturas de elementos visuales incorporados a la cultura brasileña por la colonización, como la pintura de azulejos portugueses, o la referencia a la crueldad y agresividades de la materia en los trabajos desarrollados con “carne”, donde la artista discute las relaciones paradojales entre sensualidad y dolor, violencia y exuberancia. Sus trabajos más recientes tienen referencias destinadas a la arquitectura, inspirada em espacios como carnicerías, bares, saunas, piscinas etc., y abordan cuestiones tradicionales de la pintura, como el color, la textura, y la perspectiva.

## Algunas publicaciones
- adriana Varejão. 2009. Entre Carnes e Mares. Editora Cobogá. 368 pp. Molina, Camila (30 de abril de 2010). «Adriana Varejão e sua Ficção visual». O Estado de São Paulo. p. D9, Caderno 2. Archivado desde el original el 27 de julio de 2010.

- ------------------------. 2006. Adriana Varejão: Fotografía como pintura. Editor Artviva, 51 pp. ISBN 85-99616-03-X

- ------------------------. 2005. Cámara de ecos. Con la Fundación Salamanca Ciudad de Cultura. Editor Fundación Salamanca Ciudad de Cultura, 38 pp. ISBN 84-934558-2-2

- ------------------------, louise Neri, paulo Herkenhoff. 2001. Adriana Varejão. Edición ilustrada de Takano, 146 pp. ISBN 85-901956-1-9

- ------------------------. 1998. Imagens de troca. Editor Instituto de Arte Contemporânea, 71 pp.

- ------------------------. 1996. Pintura/sutura. Editor Galería Camargo Vilaça, 47 pp.

- dudi maia Rosa, marcos Benjamin, adriana Varejão. 1995. Dudi Maia Rosa, Marcos Benjamin, Adriana Varejão. Editor Fundación Bienal de Sao Paulo, 28 pp.

- leda Catunda, edgard de Souza, adriana Varejão, luiz Zerbini. 1993. De Río a Río: cuatro artistas brasileños de la Galería Thomas Cohn: Leda Catunda, Edgar de Souza, Adriana Varejão, Luiz Zerbini, Galería OMR: junio de 1993. Colaboraron Galería OMR (Ciudad de México), Galería Thomas Cohn. Editor Galería Omr, 12 pp.

- adriana Varejão. 1992. Terra incógnita: outubro 1992. Editor Galería Luisa Strina